# Römerstadtschule (Frankfurt am Main)
Die Römerstadtschule ist eine Grundschule am Rande der Siedlung Römerstadt von Frankfurt-Heddernheim. Sie war anfangs im Gebäude der heutigen Geschwister-Scholl-Schule ansässig. Benannt wurden Siedlung und Schule nach der einstigen Römerstadt Nida.
Seit 1988 ist die Römerstadtschule bekannt als eine integrative Schule für alle Kinder, die im Südwesten der Frankfurter Nordweststadt wohnen. 2014 gewann die Schule den 2. Platz beim Deutschen Schulpreis.

## Anfänge

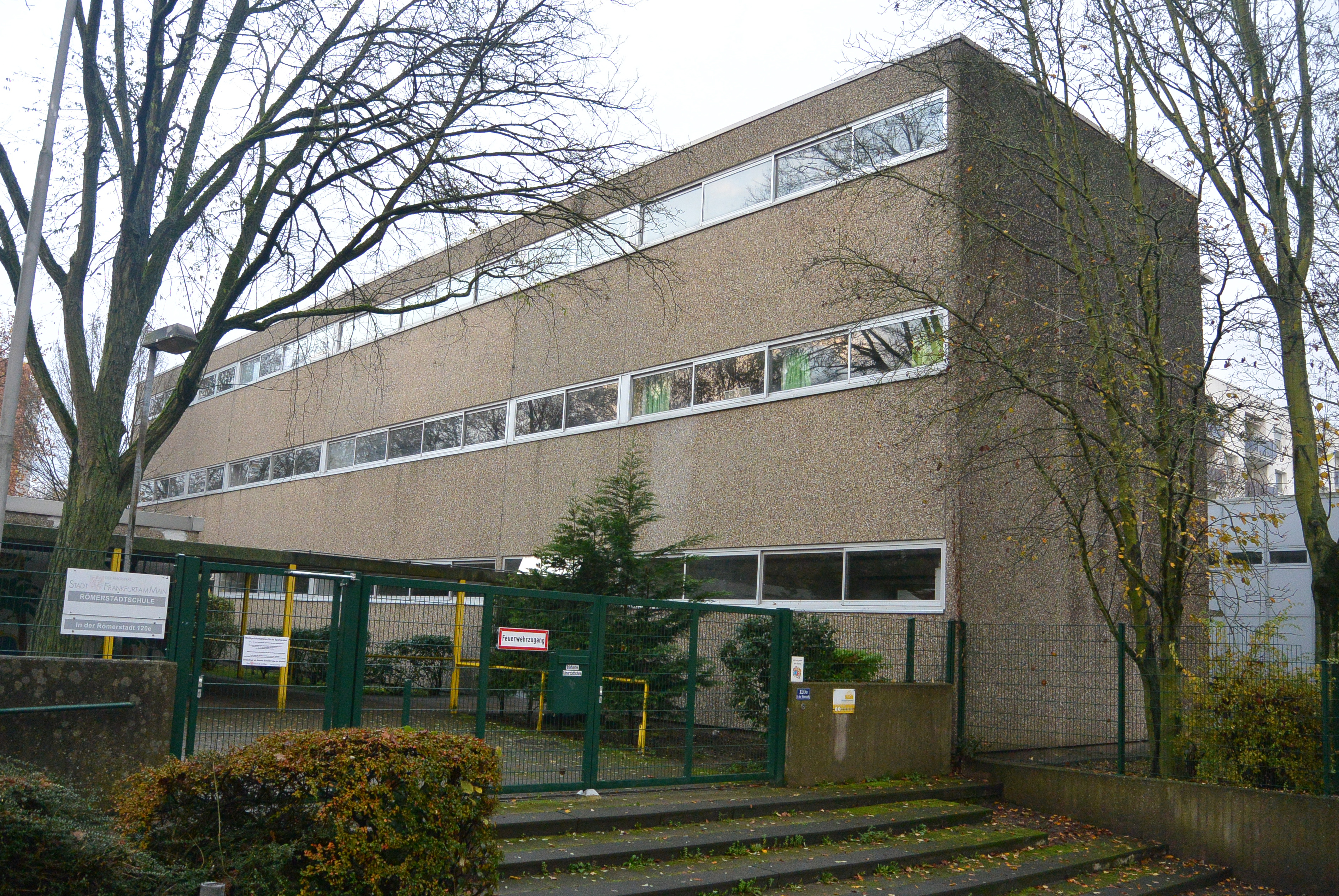
Gebäude der Römerstadtschule

Die Römerstadtschule wurde am nördlichen Rand der Straße In der Römerstadt errichtet, unweit der Einmündung der Hadrianstraße in die Straße In der Römerstadt, also genau an der Grenze der Siedlung Römerstadt und der südlichen Nordweststadt. Die Schule übernahm 1969 den Namen und einen Teil der Funktion eines 1929 eröffneten Vorläufers, der so genannten „alten“ Römerstadtschule, die rund 400 m Luftlinie südlich am Rande der Hadrianstraße zugleich mit dem Bau der Siedlung Römerstadt als Volksschule (vergleichbar einer heutigen kombinierten Grund- und Hauptschule) errichtet worden war, jenem Gebäude, in dem heute die Geschwister-Scholl-Schule beheimatet ist.

## Alleinstellungsmerkmal nach dem Deutschen Schulpreis
In der Römerstadtschule lernen die Kinder nicht mehr getrennt nach Jahrgängen, sondern in altersgemischten Lerngruppen mit je 50 Schülerinnen und Schülern. Auch werden Schülerinnen und Schüler mit unterschiedlichen Begabungen (mit und ohne Förderbedarf), mit sozialemotionalen Entwicklungsverzögerungen und auch Rollstuhlfahrer gemeinsam unterrichtet. Begonnen hat das Projekt 1986, richtig in Fahrt gekommen ist das Projekt 2008, als Schüler mit sprachlichen Defiziten zunahmen.

## Einzugsgebiet
Die meisten Schüler kommen aus den Stadtteilen südliche Nordweststadt, dem Ostrand Praunheims, aus Ginnheim sowie aus der Siedlung Römerstadt. Die Schule ist mit den U-Bahnlinien U1 und U9 (Haltestelle Römerstadt) und dem Omnibus 60 (Haltestelle Hadrianstraße) zu erreichen.